# Discosura langsdorffi
El rabudito ventrinegro (Discosura langsdorffi), también denominado colicerda ventrinegro (en Ecuador), cola-de-lira tronador (en Colombia), cola-cerda de vientre negro (en Perú), coqueta cola de lira (en Venezuela o coqueta de cola gris, es una especie de ave apodiforme de la familia Trochilidae (los colibríes), perteneciente al género Discosura. Es nativo de América del Sur, en el occidente de la cuenca del Amazonas y en el este de Brasil.

## Distribución
Se distribuye en dos regiones disjuntas, la principal en la Amazonía occidental, del sur de Venezuela, sureste de Colombia, este de Ecuador, este de Perú, oeste de la Amazonía brasileña y norte de Bolivia, y la otra en las selvas de la costa oriental de Brasil.
Esta especie es considerada generalmente rara en sus hábitats naturales: el interior y los bordes de selvas húmedas en bajas altitudes entre 100 y 300 m, en la Amazonia principalmente en selvas de terra firme, pero también registrada en bosques de transición entre terra firme y várzea. Forrajea entre el estrato medio y el dosel de la selva.

## Sistemática

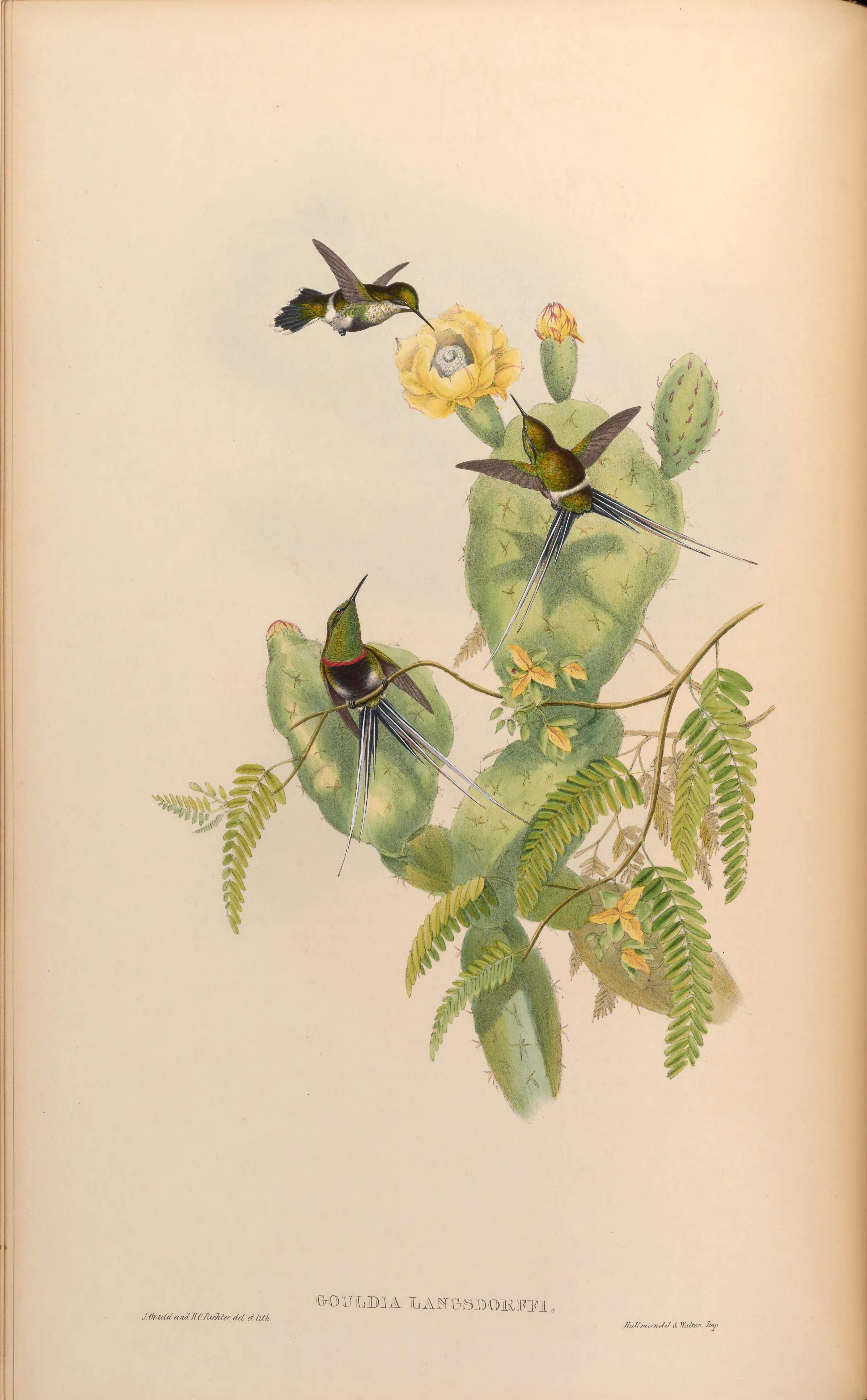
Gouldia langsdorffi sinónimo de Discosura langsdorffi ilustración de Gould y Richter en A monograph of the Trochilidae, or family of humming-birds 3, 1861.

### Descripción original
La especie D. langsdorffi fue descrita por primera vez por el zoólogo neerlandés Coenraad Jacob Temminck en 1821 bajo el nombre científico Trochilus langsdorffi; su localidad tipo es: «Brasil».

### Etimología
El nombre genérico femenino «Discosura» se compone de las palabras del griego «diskos» que significa ‘plato, disco’, y «oura» que significa ‘cola’; y el nombre de la especie «langsdorffi», conmemora al naturalista, político y explorador prusiano Georg Heinrich von Langsdorff (1744–1852), cónsul de Prusia y Rusia en Brasil (1813–1830).

### Taxonomía
La presente especie junto a otras tres del actual género estuvieron por mucho tiempo colocadas en el género Popelairia, pero clasificaciones más recientes optaron por incluir a todas en Discosura. Otros autores argumentan que todas las especies deberían ser incluidas en Lophornis, dada la similitud entre las especies de los dos géneros, con excepción de las altamente modificadas plumas de la cola de los machos.

### Subespecies
Según las clasificaciones del Congreso Ornitológico Internacional (IOC) y Clements Checklist/eBird se reconocen dos subespecies, con su correspondiente distribución geográfica:
- Discosura langsdorffi melanosternon (Gould), 1868 – sur de Venezuela y sureste de Colombia al sur por el este de Ecuador, este de Perú, norte de Bolivia, y oeste de Brasil (río Madeira, río Guaporé, río Negro, oeste de Mato Grosso).
- Discosura langsdorffi langsdorffi (Temminck), 1821 – costa del este de Brasil (sureste de Bahía, Espírito Santo, este de Río de Janeiro).